# 2951 Перепадин
2951 Перепадин (енгл. 2951 Perepadin) је астероид главног астероидног појаса. Приближан пречник астероида је 49,04 ,
а средња удаљеност астероида од Сунца износи 3,142 астрономских јединица (АЈ).
Инклинација (нагиб) орбите у односу на раван еклиптике је 14,702 степени, а орбитални период износи 2034,568 дана (5,570 година). Ексцентрицитет орбите астероида износи 0,115.
Апсолутна магнитуда астероида износи 10,00 а геометријски албедо 0,073.
Астероид је откривен 13. септембра 1977. године.